# Rinjanidwergooruil
De rinjanidwergooruil (Otus jolandae) is een vogelsoort uit de familie van de strigidae (uilen). De vogel werd in 2013 geldig beschreven door een team van onderzoekers met de Nederlandse ornitholoog George Sangster als eerste auteur. Het is een gevoelige, endemische vogelsoort op het Indonesische eiland Lombok, de kleinste van de Soenda-eilanden.

## Kenmerken
De vogel lijkt sterk op de verwante soorten Molukse dwergooruil (O. magicus) en de sulawesi-dwergooruil (O. manadensis) die allebei net als deze uil een witte buik hebben met opvallende zwarte markeringen. Het geluid lijkt weer sterk op dat van de soendadwergooruil (Otus lempiji). Deze uil is echter een minder contrastrijk getekend van boven en op de buik en borst zijn de markeringen kaneelkleurig, warmer van tint.

## Verspreiding en leefgebied
Deze soort is endemisch op het eiland Lombok. Het leefgebied bestaat zowel uit ongerept natuurlijk tropisch bos, maar ook in aangetast bos langs rustige wegen. Mogelijk is de vogel niet afhankelijk van ongerept primair regenwoud.

## Taxonomie
Deze dwergooruil is een soort uit een complex van meer dan 50 soorten dwergooruilen. In 1896 werden al zeven exemplaren op Lombok verzameld maar die werden onder andere namen beschreven of beschouwd als ras van de Molukse dwergooruil. In 2003 merkte George Sangster tijdens biologisch veldonderzoek op Lombok op dat deze uil geluiden maakte die heel anders waren dan die van de Molukse dwergooruil. Later bestudeerde hij samen met andere ornithologen nauwkeurig de balgen die in diverse musea waren bewaard. Verder maakten zij geluidsopnamen van de verwante soorten in het  biogeografisch gebied Wallacea. Na zorgvuldige vergelijking kwam de conclusie dat hier sprake was van een aparte soort. De soort werd vernoemd naar de echtgenote van Sangster, Jolanda Luksenburg voor haar aandeel in de ontdekking bij het veldwerk op Lombok.

## Status
De rinjanidwergooruil heeft een beperkt verspreidingsgebied en daardoor is de kans op uitsterven aanwezig. Het eiland is in vergelijking mt 1896 zeer dicht bevolkt en daardoor werd het leefgebied aangetast door ontbossing waarbij natuurlijk bos wordt omgezet in gebied voor agrarisch gebruik en menselijke bewoning. Om deze redenen staat deze soort als gevoelig op de Rode Lijst van de IUCN.